# 베르너 하이젠베르크
베르너 카를 하이젠베르크(독일어: Werner Karl Heisenberg, [ˈvɛʁnɐ kaʁl ˈhaɪzn̩bɛʁk]; 영어 발음: /háizənbə̀ːrg/; 1901년 12월 5일 ~ 1976년 2월 1일)는 독일의 이론물리학자이자 양자역학의 주요 선구자 중 하나이다. 그는 1925년에 획기적인 논문을 발표했다. 막스 보른과 파스쿠알 요르단과 함께 쓴 후속 논문에서는 양자역학의 행렬역학이 더욱 정교해졌다. 그는 1927년에 발표한 불확정성 원리로 유명하다. 하이젠베르크는 1932년 "양자역학의 창안에 대한 공로로" 노벨 물리학상을 받았다.
하이젠베르크는 또한 난류의 유체동역학 이론, 원자핵, 강자성, 우주선, 그리고 아원자 입자에 중요한 공헌을 했다. 하이젠베르크는 제2차 세계 대전 도중 나치 독일의 핵무기 개발 프로그램 우란프로옉트의 총책임자이기도 하였다. 그는 또한 1957년 뮌헨의 연구용 원자로와 함께 카를스루에에 최초의 원자로를 계획하는데 도움을 주었다.
제2차 세계대전 후, 그는 카이저 빌헬름 협회(곧 막스 플랑크 협회로 개명됨)의 소장으로 임명되어, 1958년 뮌헨으로 옮겨지기 전까지 그 연구소의 소장이었다. 그리고 나서 그는 1960년부터 1970년까지 막스 플랑크 물리학 및 천체물리학 연구소(Max Planck Institute for Physics and Astrophysics)의 소장이 되었다.
하이젠베르크는 또한 독일 연구협회의 회장, 원자력 물리학 위원(Commission for Atomic Physics) 위원장, 핵 물리학 연구 그룹(Nuclear Physics Working Group)의 의장, 그리고 알렉산더 폰 훔볼트 재단(Alexander von Humboldt Foundation)의 회장이었다.

## 어린 시절과 학업

### 어린 시절
베르너 하이젠베르크는 독일 뷔르츠부르크에서 카스파 에른스트 아우구스트 하이젠베르크Kaspar Ernst August Heisenberg와 아내인 애니 베클레인Annie Wecklein 사이에서 태어났다. 그의 아버지는 대학 시스템에서 중세와 현대 그리스어 연구에 대한 독일의 유일한 오르덴틀리헤르ordentlicher 교수 (일반 교수)가 된 고전 언어의 중등학교 교사였다.
하이젠베르크는 루터교 기독교인으로 자랐다. 하이젠베르크는 십대 후반에 바이에른 알프스에서 하이킹을 하면서 플라톤의 《티마이오스》를 읽었다. 그는 뮌헨, 괴팅겐 및 코펜하겐에서 과학 교육을 받는 동안 동료 학생 및 교사와 원자 이해에 대한 철학적 대화를 나누었다. 하이젠베르크는 나중에 "철학, 플라톤 등을 연구함으로써 내 마음이 형성되었다." 그리고 "현대 물리학은 확실히 플라톤에게 유리하게 결정되었다. 사실 물질의 가장 작은 단위는 일반적인 의미의 물리적 대상이 아니라; 그것들은 오직 수학적 언어로만 명확하게 표현될 수 있는 아이디어인 형태들이다."라고 표명했다.
하이젠베르크는 1년 전 수립된 바이에른 평의회 공화국과 싸우기 위해 1919년 자유군단의 일원으로 뮌헨에 도착했다. 50년 후 그는 그 시절을 "경찰, 강도 등의 놀이; 그것은 전혀 심각하지 았았던 것"과 같은 젊음의 즐거움으로 회상했다; 그의 임무는 "'빨간색' 행정 건물에서 자전거나 타자기를 압수"하고 "빨간색" 죄수로 의심되는 사람들을 보호하는 것으로 제한되었다.

### 대학교 학업

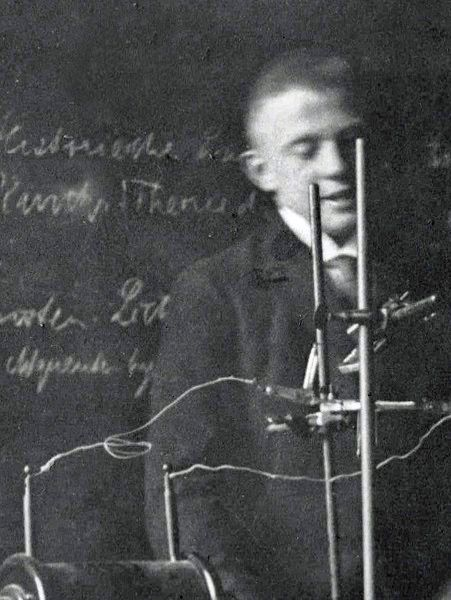
1924년의 하이젠베르크

1920년부터 1923년까지 그는 루트비히-막시밀리안 뮌헨 대학교에서 아르놀트 조머펠트와 빌헬름 빈에게, 게오르그-아우구스트 괴팅겐 대학교에서 막스 보른과 제임스 프랑크에게 물리학과 수학을 그리고 다비트 힐베르트에게 수학을 공부했다. 1923년 뮌헨에서 좀머펠트 밑에서 박사학위를 받았다.
괴팅겐에서, 보른 아래에서, 그는 1924년에 변칙적인 제이만 효과에 대한 하빌리타치온 논문(Habilitationsschrift)으로 그의 하빌리타치온을 완료했다.
1922년 6월 조머팰트는 하이젠베르크를 괴팅겐으로 데려가 '보어 축제'에 참가했는데, 조머펠트는 그의 학생들에게 진지한 관심을 가지고 있었고 원자 물리학에 대한 닐스 보어의 이론에 대한 하이젠베르크의 흥미를 알고 있었기 때문이었다. 그 행사에서 보어는 객원 강사였고 양자 원자 물리학에 대한 일련의 포괄적인 강의를 했으며 그리고 하이젠베르크는 보어를 처음으로 만났는데, 이는 그에게 지속적인 영향을 미쳤다.
조머펠트 제안한 주제인 하이젠베르크의 박사학위 논문은 난류에 관한 것이었는데; 그 논문은 층류의 안정성 과 난류의 성질 둘다를 논의했다. 안정성 문제는 층류로부터의 작은 교란을 위하여 4차 선형 미분방정식인 오르-조머팰트 방정식(Orr–Sommerfeld equation)을 사용하여 조사되었다. 그는 제2차 세계대전 후에 잠시 이 주제로 돌아왔다.
그는 젊은 시절에 독일 스카우트 협회이자 독일 청년 운동의 일원인 '노이파드핀데르(Neupfadfinder)'의 회원이자 스카우트 리더였다. 1923년 8월 로베르트 혼젤Robert Honsell과 하이젠베르크는 뮌헨에서 이 협회의 스카우트 그룹과 함께 핀란드 여행을 계획했다.

### 개인적 생활
하이젠베르크는 클래식 음악을 즐겼고 뛰어난 피아니스트였다. 음악에 대한 그의 관심은 미래의 아내를 만나는 것으로 이어졌다. 1937년 1월, 하이젠베르크는 개인 음악 발표회에서 엘리자베스 슈마허Elisabeth Schumacher (1914–1998)를 만났다. 엘리자베트는 유명한 베를린 경제학 교수의 딸이었고, 그녀의 오빠는 《작은 것이 아름답다》의 저자인 경제학자 에른스트 프리드리히 슈마허였다. 하이젠베르크는 4월 29일 그녀와 결혼했다. 1938년 1월에 이란성 쌍둥이 마리아Maria와 볼프강Wolfgang이 태어났으며, 이에 따라 볼프강 파울리는 하이젠베르크의 "쌍 창조"-기본 입자 물리학에서 쌍생성의 과정에 대한 단어 놀이-를 축하했다. 그들은 이후 12년 동안 다섯 명의 자녀를 더 두었다; 바바라Barbara, 크리스틴Christine, 요헨Jochen, 마르틴Martin, 베레나Verena. 1936년 그는 독일 남부 우르펠트 암 발첸제(Urfeld am Walchensee)에 가족을 위한 여름 별장을 구입했다.

## 교육 경력

### 괴팅겐, 코펜하겐, 라이프치히
하이젠베르크는 1924년부터 1927년까지 괴팅겐의 프리바트도젠트(Privatdogent)였는데, 이것은 그가 교수직이 없었음에도 독립적으로 가르칠 자격이 있었다는 것을 의미한다. 1924년 9월 17일부터 1925년 5월 1일까지, 국제 교육 위원회 록펠러 재단 연구원 자격으로, 코펜하겐 대학교의 이론물리학 연구소 소장인 닐스 보어와 공동 연구를 진행하게 되었다. 1925년 9월 그의 세미나 논문인 "운동학과 역학 관계의 양자 이론적인 재해석(Über quantentheoretische Umdeutung kinematischer und mechanischer Beziehungen)"이 출판되었다. 그는 괴팅겐으로 돌아와 막스 보른, 파스쿠알 요르단과 함께 약 6개월에 걸쳐 양자역학의 행렬 역학을 개발했다. 1926년 5월 1일, 하이젠베르크는 코펜하겐에서 대학 강사이자 닐스 보어의 조교가 되었다. 1927년 코펜하겐에서 하이젠베르크는 양자역학의 수학적 기초를 연구하면서 불확정성 원리를 발전시켰다. 2월 23일, 하이젠베르크는 동료 물리학자 볼프강 파울리에게 편지를 써서 처음으로 그의 새로운 원리를 설명했다. 하이젠베르크는 그 원리에 관한 논문에서, 불확정성이 아닌 "부정확성(Ungenauigkeit)"이라는 단어를 사용했다.
1927년, 하이젠베르크는 라이프치히 대학교의 이론물리학 일반 교수(ordentlicher Professor-professor ordinarius)이자 물리학부의 학부장으로 임명되었고; 1928년 2월 1일 그곳에서 취임 강의를 했다. 라이프치히에서 출판된 그의 첫 번째 논문에서, 하이젠베르크는 강자성의 수수께끼를 풀기 위해 파울리 배타 원리를 이용했다.
재임 기간 동안, 그와 함께 공부하고 일했던 박사과정 학생들과 대학원생 및 연구 동료들의 높은 자질은 후에 찬사를 받는다. 여러 기간 동안에 그들은 에리히 바게Erich Bagge, 펠릭스 블로흐, 우고 파노Ugo Fano, 지그프리드 플뤼게Siegfried Flügge, 윌리엄 버밀리언 휴스턴William Vermillion Houston, 프리드리히 훈트, 로버트 멀리컨, 루돌프 파이얼스, 조지 플라제크George Placzek, 이지도어 아이작 라비, 프리츠 자우터Fritz Sauter, 존 C. 슬레이터John C. Slater, 에드워드 텔러, 존 해즈브룩 밴블렉, 빅토어 바이스코프, 카를 프리드리히 폰 바이츠제커, 그레고르 벤첼Gregor Wentzel, 그리고 클라렌스 제너Clarence Zener 등을 포함했다.
1929년 초, 하이젠베르크와 파울리는 상대론적 양자장론의 기초가 되는 두 논문 중 첫 번째 논문을 제출했다. 또한 1929년에 하이젠르크는 중국, 일본, 인도, 미국을 순회하며 강연했다. 1929년 봄, 그는 시카고 대학교의 객원강사가 되었으며, 거기서 양자역학을 강의했다.
1928년, 영국의 수리물리학자 폴 디랙이 양자역학의 상대론적 파동 방정식을 도출했는데, 이것은 양극의 전자의 존재를 암시했고, 나중에 양전자로 명명되었다. 1932년, 우주선의 안개 상자 사진을 통해, 미국의 물리학자 칼 데이비드 앤더슨은 양전자에 의해 만들어진 자취(track)임을 확인했다. 1933년 중반, 하이젠베르크는 양전자 이론을 발표했다. 디랙의 이론과 그 이론의 추가 전개에 대한 그의 생각은 두 개의 논문에 제시되었다. 첫 번째인 "양전자에 관한 디랙의 이론에 관한 언급(Bemerkungen zur Diracschen Theorie des Positrons)"은 1934년에, 두 번째인 "양전자에 관한 디랙 이론의 결과(Folgerungen aus der Diracschen Theorie des Positrons)"는 1936년에 출판되었다. 그는 디랙 방정식을 비-교환자(anti-commutators)를 포함하는 양자화 조건에 따라 스핀 ħ/2의 모든 점 입자에 대해서 "고전적" 장 방정식으로 재해석한 최초의 사람이었다. 이와같이 하이젠베르크는 그것을 전자들을 정확하게 기술하는 (양자) 장 방정식으로 재해석하여, 물질을 입자 생성과 파괴의 가능성을 허용하는 상대론적 양자 장 방정식에 의해 기술되는 전자기학과 같은 기초 위에 놓았다. (헤르만 바일은 이미 1929년 알베르트 아인슈타인에게 보낸 편지에서 이것을 기술했다.)

### 행렬 역학과 노벨상
양자역학을 확립한 하이젠베르크의 논문은 물리학자와 역사가들에게는 수수께끼였다. 그의 방법은 독자가 크라머르스-하이젠베르크 전이 확률 계산에 친숙하다고 가정한다. 주요 새로운 아이디어인 비가환 행렬은 관찰할 수 없는 양을 거부함으로써 정당화된다. 그가 당시에 행렬 수학적 이론에 익숙하지 않았음에도 불구하고, 대응 원리에 기초한 물리적 추론에 의한 행렬의 '비가환 곱셈'을 도입한다. 이러한 결과로 이어지는 경로는 1977년 매키논MacKinnon에서 재구성되었으며, 자세한 계산은 아이치슨Aitchison 등에서 수행되었다.
코펜하겐에서 하이젠베르크와 헨드릭 크라머르스는 원자보다 파장이 큰 복사선 원자의 분산 혹은 산란에 관한 논문을 공동으로 작성했다. 그들은 이전에 크라머르스가 개발한 성공적인 공식이 보어 궤도를 기반으로 할 수 없다는 것을 보여주었다. 그 이유는 전이 주파수가 일정하지 않은 레벨 간격을 기반으로 하기 때문이다. 대조적으로, 정확한 고전 궤도의 푸리에 변환에서 발생하는 주파수는 동일한 간격이다. 그러나 이 결과는 들어오는 복사선이 원자가(valence), 또는 외곽에서는, 전자를 붕괴되는 가상 상태로 들뜨게 하는 반(semi)-고전적 가상 상태(virtual state) 모형에 의해서 설명될 수 있었다. 후속 논문에서 하이젠베르크는 이 가상 진동자(virtual oscillator) 모형이 형광 복사의 편광도 설명할 수 있음을 보여주었다.
이 두 성공과, 보어-조머펠트 모형이 비정상적인 지만 효과의 뛰어난 문제를 설명하는 데에서의 계속적 실패는 하이젠베르크로 하여금 가상 진동자(virtual oscillator) 모형을 사용하여 스펙트럼 주파수를 계산하도록 했다. 하지만 이 방법은 현실적인 문제에 즉시 적용하기에는 너무 어려워서, 그는 더 간단한 예인 비조화 진동자(anharmonic oscilator)로 방향을 바꾸었다.
쌍극자 진동자(dipole oascillator)는 외부 전하와 같은 외력에 의해 섭동을 일으키는 스프링 상의 하전 입자로 생각되는 단순 조화 진동자(simple harmonic oscilator)로 구성된다. 진동하는 전하의 운동은 그 진동자의 주파수에서 푸리에 급수로 표현될 수 있다. 하이젠베르크는 두 가지 다른 방법으로 양자 거동을 해결했다. 첫째, 그는 가상 진동자 방법으로 시스템을 처리하여 외부 소스에 의해 생성될 레벨 간의 전환을 계산했다.
그리고 그는 비조화(anharmonic) 포텐셜 항을 조화 진동자에 대한 섭동으로 취급하여 그와 보른이 개발한 섭동 방법을 사용하여 동일한 문제를 해결했다. 두 방법 모두 1차 및 매우 복잡한 2차 수정 항에 대해 동일한 결과를 가져왔다. 이것은 매우 복잡한 계산 뒤에 한 일관된 설계(consistent scheme)가 있음을 시사했다.
그래서 하이젠베르크는 가상 진동자 모형에 대한 명시적인 의존 없이 이러한 결과를 공식화하기 시작했다. 이를 위해서, 그는 공간 좌표에 대한 푸리에 확장을, 가상 진동자 방법의 전이 계수에 해당하는 행렬로 대체했다. 그는 양자역학은 관찰 가능한 것으로 제한되어야 한다는 보어의 대응 원리와 양자역학은 관측 가능한 것으로 제한되어야 한다는 파울리의 학설(doctrine)에 호소함으로써 이러한 대체를 정당화했다.
7월 9일, 하이젠베르크는 보른에게 이 논문을 검토를 위해 주었고 또한 출판을 위해 제출했다. 보른이 그 논문을 읽었을 때, 그는 공식이 그가 브레슬라우 대학교의 수학자 야콥 로자네스Jakob Rosanes에게 배운 행렬의 체계적인 언어로 옮겨지고 확장될 수 있는 공식임을 알았다. 보른은 그의 조수이자 전 학생이었던 파스쿠알 요르단의 도움으로 즉시 전사 및 전개을 시작했고 출판을 위해서 결과를 제출했는데; 이 논문은 하이젠배르크의 논문이 발표된 지 60일 만에 접수되었다. 3명의 저자 모두가 연내 발표를 위해서 후속(follow-on) 논문을 제출했다.
이때까지 물리학자들은 행렬을 거의 사용하지 않았다. 그들은 순수수학의 영역에 속하는 것으로 간주되었다. 구스타프 미에Gustav Mie는 1912년 전기역학에 관한 논문에서 그것들을 사용했고 보른은 1921년 결정의 격자 이론에 관한 연구에서 그것들을 사용했다. 이러한 경우에 행렬이 사용되었지만, 행렬의 곱셈이 있는 행렬의 대수학은 양자 역학의 행렬 공식화에서 같은 묘사(picture)에는 들어가지 않았다.
1928년, 알베르트 아인슈타인은 하이젠베르크, 보른, 요르단을 노벨 물리학상 후보로 지명했다. 1932년 노벨 물리학상 발표는 그해 11월로 연기되었다. 하이젠베르크가 "양자역학, 그중에서도(inter alia), 수소의 동소체(allotropic) 형태의 발견으로 인도한 그 적용의 양자역학의 창안으로" 1932년 수상자로 발표된 것은 그 때였다.

### 양자 이론의 해석
양자역학의 발전과 무엇이 "실재"인지에 대한 명백한 모순적 함의는 과학적 관찰이 진정으로 의미하는 바를 포함하여 심오한 철학적 함의를 가졌다. 알베르트 아인슈타인과 루이 드 브로이는 입자가 항상 객관적으로 참된 운동량과 위치를 가지고 있다고 믿었던 실재론자들이었으나 (둘 다 측정할 수는 없더라도), 하이젠베르크는 "실재"의 직접적인 지식은 과학의 범위를 벗어난다는 반실재론자(anti-realist)였다. 하이젠베르크는 그의 《책 물리학자의 자연 개념(The Physicist's Conception of Nature)》에서 쓰기를, 궁극적으로 우리는 입자에 대한 무엇인가(something)를 기술하지만 입자 자체에 대한 "진정한" 접근은 결코 가질 수 없는 '지식'(표에서의 숫자)에 대해서만 말할 수 있다고 주장하기를:

우리는 더 이상 관찰 과정과 독립적으로 입자의 거동에 대해 말할 수 없다. 최종 결과로 양자 이론에서 수학적으로 공식화된 자연 법칙은 더 이상 기본 입자 자체가 아니라 기본 입자에 대한 우리의 지식을 다루고 있다. 이 입자들이 시공간에 존재하는지 객관적으로 묻는 것도 더 이상 불가능하다... 우리 시대의 엄밀한 과학에서 자연의 그림을 말할 때 우리는 자연의 그림을 말하는 것이 아니라 '자연과 우리의 관계의 그림'을 말한다. ... 과학은 더 이상 객관적인 관찰자로서 자연을 대면하지 않고 인간과 자연 사이의 이러한 상호 작용에서 스스로를 행위자로 본다. 분석하고, 설명하고 및 분류하는 과학적 방법은 개입에 의해 조사 대상을 변경하고 재창조한다는 사실에서 발생하는 한계를 인식하게 되었다. 다른 말로, 방법과 객체는 더 이상 분리될 수 없다.

### 친위대(SS) 조사
1932년 제임스 채드윅이 중성자를 발견한 직후, 하이젠베르크는 핵의 중성자-양성자 모형에 대한 세 개의 논문 중 첫 번째 논문을 제출했다. 1933년 아돌프 히틀러가 집권한 후 하이젠베르크는 언론에서 "백인 유대인"이라는 공격을 받았다. 도이체 물리학(Deutsche Physik) 또는 독일 물리학(또한 아리안 물리학(Aryan Physics)으로 알려짐)의 지지자들은 아르놀트 조머펠트와 하이젠베르크를 포함한 주요 이론 물리학자들에 대한 악의적인 공격을 시작했다. 1930년대 초반부터 반유대주의 및 반이론물리학 운동인 도이체 물리학은 양자역학과 상대성이론에 관심을 기울였다. 대학 환경에서 적용되었듯이, 가장 두드러진 두 지지자가 노벨 물리학상 수상자 필리프 레나르트와 요하네스 슈타르크였음에도 불구하고 정치적 요인이 학문적 능력보다 우선했다.
하이젠베르크를 많은 독일 대학의 교수로 임명하려는 시도는 여러 번 실패했다. 아르놀트 조머펠트의 후계자로 임명받으려는 그의 시도는 도이체 물리학 운동의 반대 때문에 실패했다. 1935년 4월 1일, 루트비히-막시밀리안 뮌헨 대학교에서 하이젠베르크의 박사학위 고문인 저명한 이론 물리학자 조머펠트는 명예교수(emeritus) 지위를 취득했다. 그렇지만, 조머펠트는 1939년 12월 1일까지 걸린 후임자 선출 과정 동안 그의 자리를 유지했다. 뮌헨 교수단의 선택과 독일 교육부와 도이체 물리학의 지지자들 사이의 학문적, 정치적 차이로 인해서 그 과정은 오래 걸렸다.
1935년 뮌헨 교수단 이론물리학의 일반 교수이자 뮌헨 대학의 이론물리학 연구소 소장인 조머펠트를 대신할 후보자 목록을 작성했다. 세 명의 후보자는 모두 조머펠트의 이전 학생이었는데: 노벨 물리학상을 수상한 하이젠베르크; 1936년 노벨 화학상을 수상한 피터 디바이; 그리고 리처드 베커Richard Becker였다. 뮌헨 교수단은 이 후보자들을 확고하게 지원했으며 하이젠베르크가 첫 선택이었다. 그러나 도이체 물리학의 지지자들과 교육부(REM)의 요원들은 그들만의 후보자 목록을 가지고 있었고, 그 싸움은 4년 이상 계속되었다. 이 시기에 하이젠베르크는 도이체 물리학의 지지자들의 맹렬한 공격을 받았다. 한 공격은 하인리히 힘러가 이끄는 친위대(SS)의 신문인 《검은 군단(The Black Corps)》에 실렸다. 여기서 하이젠베르크는 "사라져야" 마땅한 "백인 유대인"(즉, 유태인처럼 행동하는 아리아인)이라고 불렸다. 유대인들이 폭력적인 공격을 받고 투옥됨에 따라서 이러한 공격은 심각하게 받아들여졌다. 하이젠베르크는 문제를 해결하고 명예를 되찾기 위해 한 사설과 힘러에게 보내는 편지와 더불어 반격했다.
어느 날, 하이젠베르크의 어머니는 힘러의 어머니를 방문하였다. 두 여성은 하이젠베르크의 외할아버지와 힘러의 아버지가 바이에른 하이킹 클럽의 목사이자 회원이었기 때문에 서로를 알고 있었다. 결국, 힘러는 1938년 7월 21일 친위대 집단지도자 라인하르트 하이드리히와 하이젠베르크에게 두 통의 편지를 보내서 하이젠베르크 사건을 진정시켰다. 하이드리히에게 보낸 편지에서 힘러는 하이젠베르크가 한 세대의 과학자들을 가르치는데 유용하기 때문에 독일은 그를 잃거나 침묵시킬 이유가 없다고 말했다. 힘러는 하이젠베르크에게 이 편지가 가족의 추천으로 보내졌다며 하이젠베르크에게 전문적인 물리학 연구 결과와 관련 과학자들의 개인적이고 정치적인 태도를 구별하라고 경고했다.
빌헬름 뮐러Wilhelm Müller가 루트비히-막시밀리안 뮌헨 대학교에서 조머펠트의 자리를 꿰찼다. 그러나 뮐러는 이론물리학자도 아니었고, 물리학 저널에 논문을 발표하지 않았으며, 독일 물리학회 회원도 아니었다. 그의 임명은 조롱거리로 여겨졌고 이론물리학자들을 교육하는데 악영향을 끼쳤다.
하이젠베르크의 친위대(SS) 수사를 이끈 세 명의 조사관은 물리학 교육을 받았다. 실제로 하이젠베르크는 라이프치히 대학교에서 그들 중 한 명의 박사 시험에 참여했었다. 세 명 중 가장 영향력 있는 사람은 요하네스 줄프스Johannes Juilfs였다. 그들은 하이젠베르크뿐만 아니라 이론물리학 및 학계에서 '도이체 물리학' 운동의 이념 정책에 반대하는 지지자가 되었다.

## 독일 핵무기 프로그램

### 전쟁전 물리학 연구
1936년 중반, 하이젠베르크는 두 개의 논문에서 우주선의 샤워 이론을 발표했다. 그 후 2년 동안 4편의 논문이 더 나왔다.
1938년 12월 독일의 화학자 오토 한과 프리츠 슈트라스만은 《자연과학(The Science of Nature)》에 우라늄에 중성자들로 충돌시킨(bombarding) 후에 바륨 원소를 검출했고 오토 한은 우라늄의 '폭발(bursting)'로 결론짓는 원고를 보냈고; 동시에 그해 7월에 네덜란드로 피신하여 그후 스웨덴으로 간 친구 리제 마이트너에게 이 결과들을 연락했다. 마이트너와 조카 오토 로버트 프리쉬Otto Robert Frisch는 한과 슈트라스만의 결과를 핵분열로 올바르게 해석했다. 프리쉬는 1939년 1월 13일 실험적으로 이것을 확인했다.
1939년 6월과 7월에 하이젠베르크는 앤아버에 있는 미시간 대학교에서 사무엘 구드스미트Samuel Goudsmit를 방문하기 위하여 미국으로 여행했다. 그렇지만, 하이젠베르크는 미국으로 이주하는 초청을 거절했다. 그는 6년 후 구드스미트가 제2차 세계대전 끝무렵에 알소스 작전(Alsos Mission)의 수석 과학 조언자가 될 때까지 그를 다시 보지 못했다.

### 우란베라인의 멤버쉽
'우란베라인(Uranverein)'으로 알려진 독일의 핵무기 프로그램은 1939년 9월 1일 제2차 세계대전이 발발한 날 형성되었다. '육군 병기청(Heereswaffenamt, HWA)'은 '제국 교육부(Reichserziehungsministerium, REM'에서 '제국 연구위원회(Reichsforschungsrat, RFR'를 만들어서 군사 후원 하에 공식적인 독일 원자력 프로젝트를 시작했다. 이 프로젝트는 1939년 9월 16일 첫 회의를 가졌다. 이번 회의는 쿠르트 디브너Kurt Diebner HWA 고문이 주관하고 베를린에서 열렸다. 초청인으로는 발터 보테, 지크프리트 플뤼게Siegfried Flügge, 한스 가이거, 오토 한, 폴 하텍Paul Harteck, 게르하르트 호프만Gerhard Hoffmann, 요제프 마타우치Josef Mattauch, 게오르그 슈테터Georg Stetter가 포함되었다. 곧이어 하이젠베르크, 클라우스 클라우시우스Klaus Clusius, 로베르트되펠Robert Döpel, 카를 프리드리히 폰 바이츠제커 등이 두 번째 회의를 열었다. 베를린-달렘(Dahlem)에 위치한 카이저-빌헬름 물리학 연구소(KWIP)는 다이브너가 관리소장이 되어 HWA의 권한에 속하게 되었고, 핵 연구에 대한 군사 통제가 시작되었다. 디브너가 HWA 프로그램 하에서 KWIP를 관리하던 시기에, 디브너와 카를 비츠Karl Wirtz와 카를 프리드리히 폰 바이츠제커를 포함한 하이젠베르크의 내부 서클 사이에 상당한 개인적, 직업적 적대감이 발전하였다.

느리게 움직이는 중성자가 우라늄-235 원자의 핵에 흡수되어 빠르게 움직이는 두 개의 가벼운 요소(분열 생성물)와 추가 중성자로 분열되는 유도 핵분열 사건의 시각적인 표현. 방출된 에너지의 대부분은 핵분열 생성물과 중성자의 운동 속도의 형태이다.

1942년 2월 26~28일 카이저 빌헬름 물리학 연구소에서 열린 육군 무기 사무국이 소집한 과학 회의에서 하이젠베르크는 독일 제국 관리들에게 핵분열을 통한 에너지 획득에 관한 강의를 했다. "우라늄 핵분열로부터 에너지 생성을 위한 이론적 토대(Die theoretischen Grundlagen für die Energiegewinning aus der Uranspaltung)"라는 제목의 강의는 제2차 세계대전 후 하이젠베르크가 사무엘 구드스미트에게 보낸 편지에서 고백한 바와 같이 "제국 장관의 지적 수준에 맞추었다." 하이젠베르크는 핵분열의 엄청난 에너지 잠재력에 대해 강의하면서 원자핵의 분열을 통해 2억 5천만 전자볼트가 방출될 수 있다고 말했다. 하이젠베르크는 연쇄 반응을 달성하기 위해 순수한 U-235를 얻어야 한다고 강조했다. 그는 동위원소 235
92U
를 순수한 형태로 얻는 우라늄 농축과 기계 속에서 일반 우라늄과 감속재의 대체 적층 방법 및 포함한 다양한 방법을 탐구했다. 그는 이 기계가 차량, 선박 및 잠수함에 연료를 공급하는 데 실용적인 방법으로 사용될 수 있다고 언급했다. 하이젠베르크는 이러한 과학적 노력에 대한 육군 무기 사무소의 재정적, 물질적 지원의 중요성을 강조했다. 두 번째 과학 회의가 이어졌다. 국방과 경제에 결정적으로 중요한 현대물리학의 문제들에 대한 강의가 들렸다. 회의에는 베른하르트 루스트 제국 과학교육문화부 장관이 참석했다. 회의에서 루스트 장관은 카이저 빌헬름 협회에서 핵개발 계획을 철회하기로 결정했다. 제국 연구위원회가 그 프로젝트를 맡기로 되었다. 1942년 4월, 육군은 물리학 연구소를 카이저 빌헬름 협회(KWIP)에 반환하고, 하이젠베르크를 연구소장으로 임명했다. KWIP에서 이 직책을 맡으면서 하이젠베르크는 첫 번째 교수직을 얻었다. 피터 디바이는 여전히 연구소의 소장이었지만, HWA가 KWIP의 관리권을 장악했을 때 독일 시민이 되는 것을 거부한 후 미국으로 떠났다. 하이젠베르크는 또한 아직 라이프치히 대학교에 로베르트되펠Robert Döpel과 그의 아내 클라라 되펠Klara Döpel에 의해 우란베라인을 위한 연구를 수행해온 그의 물리학과를 갖고 있었다.
1942년 6월 4일, 하이젠베르크는 독일의 군부수 장관인 알베르트 슈페어에게 우란베라인 연구룰 핵무기 개발로 전환할 가능성에 대해 보고하도록 소환되었다. 회의에서 하이젠베르크는 슈페어에게 상당한 자금력과 인력을 필요로 하기 때문에 1945년 이전에는 폭탄을 만들 수 없다고 말했다.
우란베라인 프로젝트는 제국 연구회의 지도 하에 배치된 후 원자력 생산에 중점을 두어 '전쟁의 중요성(kriegswichtig)' 지위를 유지했고; 따라서 출자는 군대에서 계속되었다. 원자력 프로젝트는 우라늄 및 중수 생산, 우라늄 동위원소 분리 및 원자로(Uranmaschine 우라늄 기계)의 주요 영역으로 분류되었다. 그 후 프로젝트는 본질적으로 여러 연구소로 나뉘었고, 이 곳에서는 감독이 연구를 주도하고 자신의 연구 의제를 설정했다. 군대가 독일 핵무기 프로그램에 대한 통제를 포기한 1942년의 시점은 인원수로는 프로젝트의 절정이었다. 약 70명의 과학자가 이 프로그램을 위해 일했으며 약 40명의 과학자는 시간의 절반 이상을 핵분열 연구에 할애했다. 1942년 이후, 응용 핵분열을 연구하는 과학자의 수는 극적으로 감소했다. 주요 연구소와 함께 일하지 않는 많은 과학자들은 핵분열 연구를 중단하고 보다 시급한 전쟁 관련 연구에 노력을 기울였다.
1942년 9월, 하이젠베르크는 가본 입자 물리학의 산란 행렬 또는 S-행렬에 대한 3부작 시리즈의 첫 번째 논문을 제출했다. 처음 두 개의 논문은 1943년에 출판되었고, 세 번째 논문은 1944년에 출판되었다. S-행렬은 충돌 과정에서 입사 입자의 상태, 충돌에서 나오는 입자의 상태 및 안정적인 경계 상태만을 설명하고; 간섭 상태에 대한 참조는 없을 것이다. 이것은 그가 1925년에 관찰 가능한 것들만을 사용하여 양자역학의 행렬 공식화의 기초가 된 것으로 판명된 것과 같은 선례였다.
1943년 2월, 하이젠베르크는 프리드리히-빌헬름스-대학교(현재는 베를린 훔볼트 대학교)의 이론물리학 의장으로 임명되었다. 4월에는 프로이센 과학 아카데미의 선출이 승인되었다. 같은 달, 그는 베를린에서 연합군의 폭격이 증가함에 따라 가족을 우르패트(Urfeld)에 있는 은신처로 옮겼다. 여름에 그는 같은 이유로 카이저 빌헬름 물리학 연구소의 첫 번째 직원을 헤칭겐(Hechingen)과 슈바르츠발트 가장자리에 있는 그 이웃 마을인 하이겔로흐(Haigerloch)로 파견했다. 10월 18일부터 26일까지 그는 독일이 점령한 네덜란드를 여행했다. 1943년 12월, 하이젠베르크는 독일이 점령한 폴란드를 방문했다.
1944년 1월 24일부터 2월 4일까지 하이젠베르크는 독일군이 보어의 이론물리학 연구소를 몰수한 후 점령된 코펜하겐으로 여행했다. 그는 4월에 짧은 귀국 여행을 했다. 12월에 하이젠베르크는 중립국 스위스에서 강의했다. 미국 전략사무국은 모 버그 요원Moe Berg을 보내 권총을 갖고 강의에 참석하도록 했으며, 강의에서 독일이 원자폭탄 완성에 가까워졌다는 내용이 나오면 하이젠베르크를 사살하라는 명령을 내렸다.
1945년 1월, 하이젠베르크는 나머지 직원 대부분과 함께 카이저 빌헬름 물리학 연구소에서 슈바르트발트 내의 시설로 이사했다.

## 제2차 세계대전 이후

### 1945: 알소스 임무

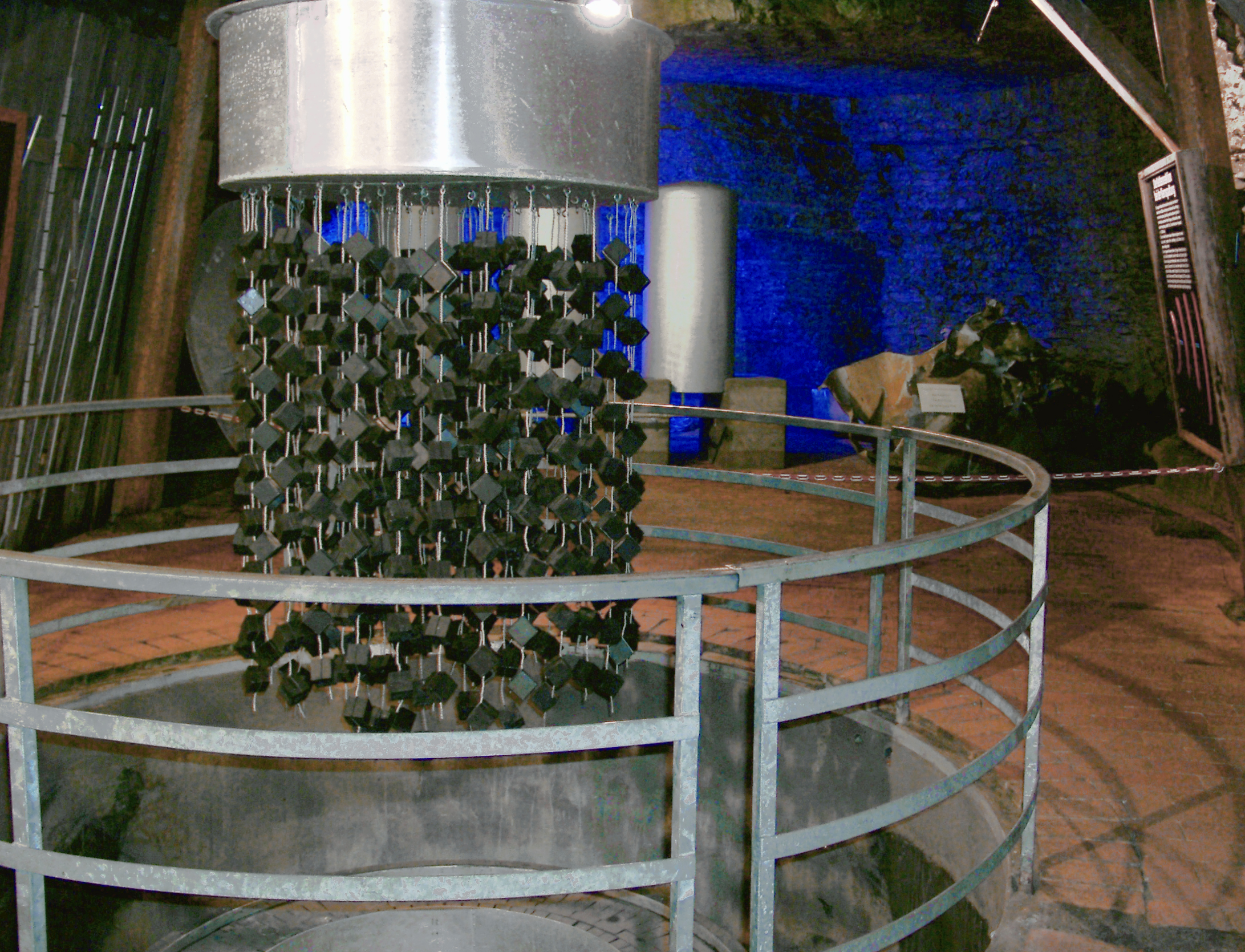
하이겔로흐에서 포착되어 해체된 독일 실험용 원자로의 복제품

알소스 임무(Alsos Mission)는 독일이 원자폭탄 프로그램을 가지고 있는지 확인하고, 미국의 이익을 위해 독일의 원자 관련 시설, 연구, 물자, 과학 인력을 이용하려는 연합군의 노력이었다. 이 작전에 투입된 병력은 일반적으로 연합군의 통제 하에 있던 지역으로 이동했지만, 때로는 여전히 독일군의 통제 하에 있는 지역에서 작전을 수행하기도 했다. 베를린은 많은 독일 과학 연구 시설의 위치였다. 사상자와 장비의 손실을 줄이기 위해, 전쟁 말기에 이 시설들 중 다수는 다른 지역으로 분산되었다. 카이저 빌헬름 물리학 연구소(KWIP)는 1943년과 1944년에 대부분 슈바르츠발트 끝자락에 있는 헤칭겐과 그 인근 마을인 하이겔로흐로 옮겨졌고, 결국 프랑스 점령 지역에 포함되었다. 이를 통해 알소스 임무의 미국 특수부대는 핵 연구와 관련된 많은 독일 과학자들을 구금할 수 있었다.
3월 30일, 알소스 임무단은 하이델베르크에 도착하여 발터 보테, 리하르트 쿤, 필리프 레나르트, 볼프강 거트너를 포함한 중요한 과학자들을 체포했다. 조사 결과 오토 한은 테일핑겐에 있는 그의 실험실에 있었고, 하이젠베르크와 막스 폰 라우에는 헤칭겐의 하이젠베르크의 실험실에 있었으며, 하이젠베르크 팀이 베를린에 건설한 천연 우라늄 원자로는 하이겔로흐로 옮겨졌다. 이후 알소스 임무의 주요 초점은 뷔르템베르크 지역의 핵 시설에 있었다. 하이젠베르크는 1945년 5월 3일 우르펠트에서 독일군이 장악하고 있는 영토에서 산악 작전을 벌이다 붙잡혀 체포되었다. 그는 하이델베르크로 옮겨져 1939년 앤아버 방문 이후 처음으로 5월 5일 구드스미트를 만났다. 독일은 이틀 만에 항복했다. 하이젠베르크는 프랑스와 벨기에를 가로질러 1945년 7월 3일 영국으로 이동하면서 8개월 동안 가족을 다시 보지 못했다.

### 1945: 히로시마에 대한 반응
우란베라인의 일원으로 《핵물리 연구보고서(Nuclear Physics Research Reports)》에 보고서를 발표한 저명한 독일 과학자 중 9명은 알소스 작전에 의해 체포되어 엡실론 작전(Operation Epsilon)아래 영국에서 투옥되었다. 하이젠베르크를 비롯한 10명의 독일 과학자들이 영국의 팜 홀(Farm Hall에 억류되었다. 그 시설은 영국의 해외 정보국 MI6의 안전가옥이었다. 구금된 동안 그들의 대화는 녹음되었다. 지적 가치가 있다고 생각되는 대화는 전사되어 영어로 번역되었다. 녹취록은 1992년에 발표되었다. 1945년 8월 6일 팜 홀의 과학자들은 언론 보도를 통해 미국이 일본 히로시마에 원자폭탄을 떨어뜨렸다는 사실을 알게 되었다. 처음에는 폭탄이 만들어지고 떨어졌다는 사실이 믿기지 않았다. 그 후 몇 주 동안 독일 과학자들은 미국이 어떻게 폭탄을 만들 수 있었는지 논의했다.
팜 홀 기록에 따르면 하이젠베르크는 오토 한과 카를 프리드리히 폰 바이츠제커를 포함하여 팜 홀에 억류된 다른 물리학자들과 함께 연합군이 제2차 세계대전에서 승리한 것을 기뻐했다고 한다. 하이젠베르크는 다른 과학자들에게 자신은 폭탄을 생각해 본 적이 없으며 에너지를 생산하는 원자 파일만 생각했다고 말했다. 나치를 위한 폭탄 제작의 도덕성도 논의되었다. 소수의 과학자들만이 핵무기의 가능성에 대해 진정한 공포를 표했고, 하이젠베르크 자신도 이 문제에 대해 논의하는 데 신중했다. 독일의 핵무기 프로그램이 원자폭탄 제작에 실패하자, 하이젠베르크는 "우리는 1942년 봄에 정부에게 원자폭탄을 건설하기 위해서 120,000명을 고용해야 한다고 권고할 도덕적 용기가 없었을 것이다."라고 언급했다.

## 전후 연구 경력

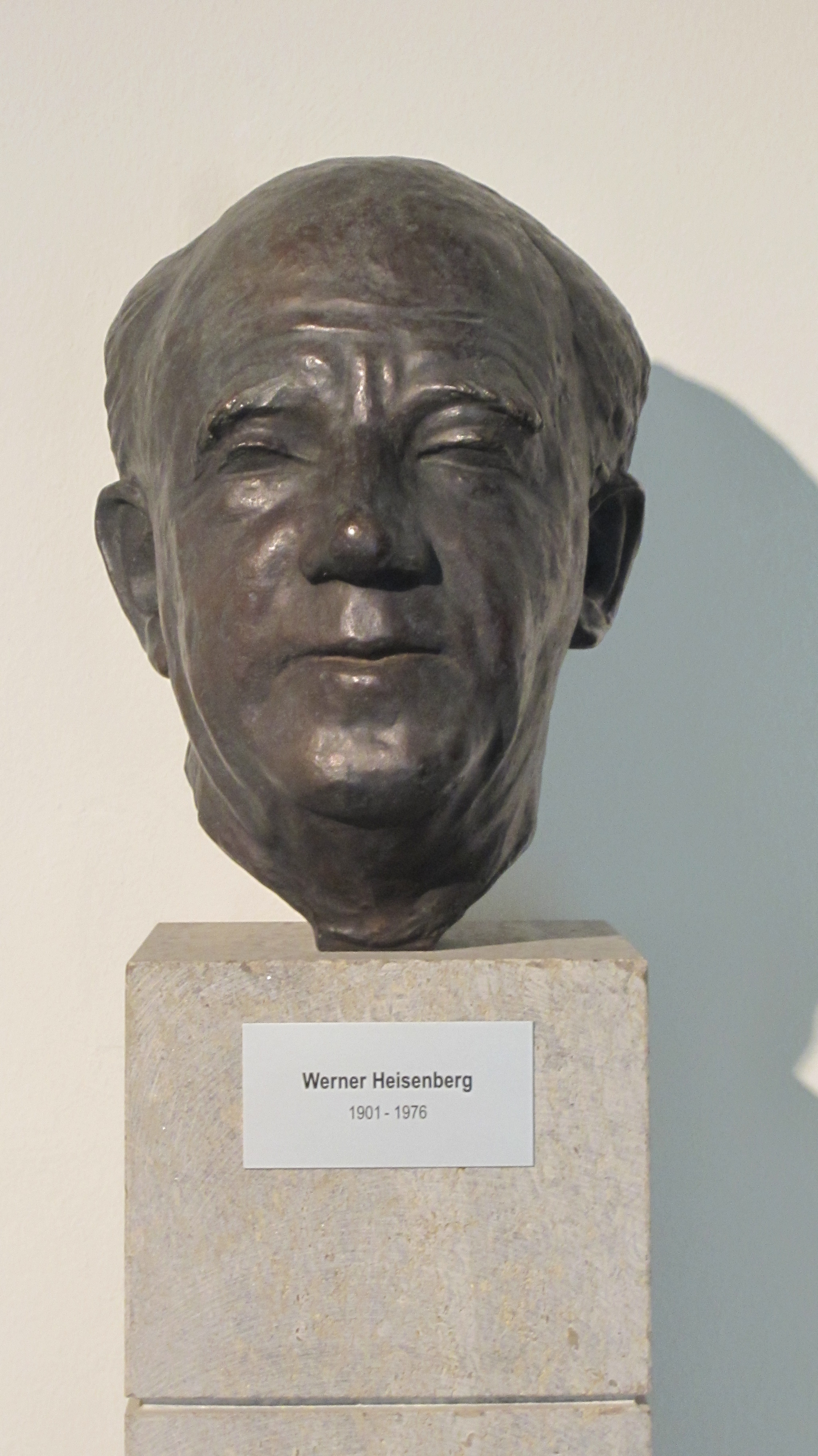
하이젠베르크의 노년 흉상, 뮌헨 근처 가르칭(Garching)의 막스 플랑크 협회 캠퍼스에 전시

### 독일 연구 기관의 임원 직위
1946년 1월 3일, 10명의 엡실론 작전 억류자들이 독일의 알스웨데로 이송되었다. 하이젠베르크는 연합군이 점령한 독일의 영국 지역인 괴팅겐에 정착했다. 하이젠베르크는 즉시 독일에서 과학 연구를 촉진하기 시작했다. 연합군 통제 위원회(Allied Control Council)에 의해 카이저 빌헬름 협회가 폐지되고 영국 지역에 막스 플랑크 협회가 설립된 후 하이젠베르크는 막스 플랑크 물리학 연구소(Max Planck Institute for Physics)의 소장이 되었다. 막스 폰 라우에가 부소장으로 임명되었고 칼 비르츠Karl Wirtz, 카를 프리드리히 폰 바이츠제커, 루트비히 비어르만Ludwig Biermann이 합류하여 하이젠베르크의 연구소 설립을 도왔다. 하인츠 빌링Heinz Billing은 전자 컴퓨팅 개발을 촉진하기 위해 1950년에 합류했다. 연구소의 핵심 연구 초점은 우주선이었다. 연구소는 매주 토요일 오전에 콜로키움을 개최했다.
하이젠베르크는 헤르만 라인Hermann Rei과 함께 포르슝스라트(Forschungsrat)(연구 위원회)를 설립하는 데 중요한 역할을 했다. 하이젠베르크는 새로 설립된 독일 연방 공화국과 독일에 기반을 둔 과학계 사이의 대화를 촉진하기 위해 이 포르슝스라트를 계획했다. 하이젠베르크는 포르슝스라트의 회장으로 임명되었으며. 그 기관은 1951년 독일 과학 비상 협회(Notgeminshaft der Deutschen Wissenschaft)와 통합되었고 같은 해 독일 연구협회(Deutschungsgemeinshaft)으로 이름을 바꾸었다. 합병에 이어서 하이젠베르크는 회장으로 임명되었다.
1958년에 막스 플랑크 물리학 연구소(Max Planck Institute for Physics)는 뮌헨으로 이전되어 확장되었으며 막스 플랑크 물리학 및 천체 물리학 연구소(Max-Planck-Institut für Physik und Astrophysik)(MPIFA)로 이름이 변경되었다. 그 사이에 하이젠베르크와 천체물리학자 루트비히 비어르만Ludwig Biermann은 MPIFA의 공동 책임자였다. 하이젠베르크는 또한 루트비히 막시밀리안 뮌헨 대학의 정교수가 되었다. 하이젠베르크는 1960년부터 1970년까지 MPIFA의 단독 책임자였다. 하이젠베르크는 1970년 12월 31일에 MPIFA의 책임자직을 사임했다.

### 국제 과학 협력 촉진
1951년 하이젠베르크는 유럽의 핵물리학 연구소 설립을 목표로 유네스코 회의에서 독일연방공화국의 과학대표가 되는 데 동의했다. 하이젠베르크의 목표는 서구권 과학자들의 자원과 기술을 활용하여 대형 입자 가속기를 만드는 것이었다. 1953년 7월 1일 하이젠베르크는 독일 연방 공화국을 대표하여 CERN을 설립하는 협약에 서명했다. CERN의 창립 과학 책임자가 되어 달라는 요청을 받았지만 그는 거절했다. 대신, 그는 CERN의 과학 정책 위원회 의장으로 임명되었고 CERN에서 과학 프로그램을 결정했다.
1953년 12월 하이젠베르크는 알렉산더 폰 훔볼트 재단의 회장이 되었다. 회장 재임 기간 동안 78개국에서 온 550명의 훔볼트 학자들이 과학 연구 보조금을 받았습니다. 하이젠베르크는 죽기 직전에 회장직을 사임했다.

### 연구 관심사
1946년에 오브닌스크의 제5연구소 소장인 독일 과학자 하인츠 포즈Heinz Pose는 하이젠베르크에게 소련에서 연구하도록 초대하는 편지를 썼다. 이 편지는 소련의 노동 조건과 가용 자원, 독일 과학자에 대한 소련의 호의적인 태도를 칭찬했다. 배달원이 1946년 7월 18일자 채용 편지를 하이젠베르크에게 전달했다. 하이젠베르크는 정중하게 거절했다. 1947년에 하이젠베르크는 케임브리지, 에든버러, 브리스톨에서 강연을 했다. 하이젠베르크는 1947년과 1948년에 두 개의 논문으로 초전도 현상의 이해에 기여했는데, 그 중 하나는 막스 폰 라우에와 함께였다.
제2차 세계 대전 직후의 기간에 하이젠베르크는 박사학위 논문의 주제인 난류로 잠시 돌아왔다. 1948년에 3편의 논문과 1950년에 1편이 출판되었다. 전후 기간에 하이젠베르크는 중간자 다중 생성에 대한 고려와 함께 우주선 샤워(showers)에 대한 그의 관심을 계속했다. 그는 1949년에 3편의 논문, 1952년에 2편의 논문, 1955년에 1편의 논문을 발표했다.
1955년 말에서 1956년 초 사이에 하이젠베르크는 스코틀랜드의 세인트 앤드류스 대학교에서 물리학의 지적 역사에 대해 기포드 강연을 했다. 강의는 나중에 《물리학과 철학: 현대 과학의 혁명(Physics and Philosophy: Revolution in Modern Science)》로 출판되었다. 1956년과 1957년 동안 하이젠베르크는 독일 원자력 위원회(Deutsche Atomkommission, DAtK)의 위원회 II "연구와 성장"(Fachkommission II "Forschung und Nachwuchs")의 핵물리학 실무그룹(Arbeitskreis Kernphysik) 의장이었다. 1956년과 1957년에 원자력 물리학 실무그룹의 다른 구성원은 다음과 같다: 발터 보테, 한스 코퍼만Hans Kopfermann (부의장), 프리츠 보프Fritz Bopp, 볼프강 겐트너Wolfgang Gentner, 오토 학셀Otto Haxel, 빌리발트 연트쉬케Willibald Jentschke, 하인츠 마리-라이프니츠Heinz Maier-Leibnitz, 요세프 마트아우흐Josef Mattauch, 볼프강 리즐러Wolfgang Riezler, 빌헬름 발허Wilhelm Walcher 및 카를 프리드리히 폰 바이츠제커. 볼프강 파울도 1957년 이 그룹의 멤버였다.
1957년, 하이젠베르크는 괴팅겐 선언문(Göttingen Manifesto)에 서명하여 핵무기로 무장한 독일 연방 공화국에 대해 공개적인 입장을 취했다. 하이젠베르크는 파스쿠알 요르단과 마찬가지로 정치인들이 핵 과학자들의 이 말을 무시할 것이라고 생각했다. 그러나 하이젠베르크는 괴팅거 선언이 정치인들이 고려해야 할 "여론에 영향을 미칠 것"이라고 믿었다. 그는 발터 게를라흐Walther Gerlach에게 다음과 같이 썼다. "여론이 느슨해질 위험 때문에 우리는 아마도 오랫동안 공개적으로 이 문제에 대해 계속 돌아와해야 할 것이다." 1961년 하이젠베르크는 카를 프리드리히 폰 바이츠제커와 루드비히 라이저Ludwig Raiser와 함께 튀빙겐 각서(Memorandum of Tübingen)에 서명했다. 과학자들와 정치인들 사이에 공개 토론이 이어졌다. 저명한 정치인, 작가, 사교계 명사들이 핵무기에 대한 논쟁에 참여하자 각서 서명자들은 "전업적 지적 불순응주의자들(nonconformists)"에 반대하는 입장을 취했다.
1957년부터 Heisenberg는 플라스마 물리학과 핵융합 과정에 관심을 보였다. 그는 또한 제네바에 있는 국제 원자 물리학 연구소와 협력했다. 그는 연구소의 과학 정책 위원회 위원이었고 몇 년 동안 위원회 위원장을 지냈다. 그는 오데르-나이세 선(Oder–Neiße line)을 독일과 폴란드의 공식 국경으로 인정할 것을 요구하고 서독의 핵무장 가능성에 반대하는 튀빙겐 각서(Memorandum of Tübingen)의 서명자 8명 중 하나였다.
1973년 하이젠베르크는 하버드 대학교에서 양자 이론 개념의 역사적 발전에 대해 강의했다. 1973년 3월 24일 하이젠베르크는 바바리아 가톨릭 아카데미(The Catholic Academy of Bavaria) 앞에서 연설을 하여 로마노 과르디니 상(Romano Guardini Prize)을 수상했다. 그의 연설을 영어로 번역한 것은 《과학적 및 종교적 진실 (Scientific and Religious Truth)》이라는 제목으로 출판되었으며, 그 인용문은 이 기사의 뒷부분에 나온다.

## 철학과 세계관
하이젠베르크는 동양 철학을 존경했고 동양 철학과 양자 역학 사이의 유사점을 보았고 자신을 《현대물리학과 동양사상(The Tao of Physics)》라는 책과 "완전히 일치"한다고 설명했다. 하이젠베르크는 인도 철학에 대해 라빈드라나트 타고르와 대화한 후 "너무 미친 것처럼 보였던 일부 아이디어가 갑자기 훨씬 더 이해가 되었다"고 말하기까지 했다.
루트비히 비트겐슈타인의 철학과 관련하여 하이젠베르크는 《논리철학 논고(Tractatus Logico-Philosophicus)》를 싫어했지만 "비트겐슈타인의 후기 사상과 언어에 대한 그의 철학"은 매우 좋아했다.
독실한 기독교인인 하이젠베르크가 알베르트 아인슈타인에게 보내는 마직막 편지에서 쓰기를: "우리는 선하신 주 하나님이 아원자 입자의 위치를 알고 계셔서 인과관계 원리가 계속 타당성을 가지도록 하신다고 스스로를 위로할 수 있다."라고 했다. 아인슈타인은 우주가 근본적인 수준에서 불확실하다는 것을 암시하기 때문에 양자 물리학은 불완전함에 틀림없다고 계속 주장했다.
하이젠베르크는 "자연과학이라는 잔을 한모금 마시면 당신은 무신론자가 될 것이지만, 그 잔 밑바닥에서 신은 당신을 기다리고 있다."라고 말했다.
1950년대에 행해진 강의에서 나중에 《물리학과 철학(Physics and Philosophy)》으로 출판된 하이젠베르크는 과학적 진보가 문화적 갈등으로 이어지고 있다고 주장했다. 그는 현대 물리학이 "현재 세계의 통합과 확장을 향한 경향이 있는 일반적인 역사적 과정의 일부"라고 표명했다.
하이젠베르크가 1974년 로마노 구아르디니 상(Romano Guardini Prize)을 받았을 때 그는 연설을 했고 나중에 《과학과 종교의 진리(Scientific and Religious Truth)》라는 제목으로 출판했다. 그는 숙고했다:
과학의 역사에서 유명한 갈릴레오의 재판 이후로, 과학적 진리는 세상의 종교적 해석과 조화될 수 없다고 반복해서 주장되어 왔다. 나는 이제 과학적 진리가 그 자신의 분야에서 공격할 수 없다고 확신하지만, 종교적 사고의 내용을 단순히 인류 의식의 시대에 뒤떨어진 단계의 일부, 우리가 포기해야 할 부분으로 일축할 수 있다는 것을 결코 발견하지 못했다. 지금. 따라서 나는 살아오면서 이 두 사고 영역의 관계에 대해 반복적으로 숙고하지 않을 수 없었다. 왜냐하면 그것들이 가리키는 것의 실재성을 결코 의심할 수 없었기 때문이다.

— 하이젠베르크 1974, 213

## 자서전과 사망

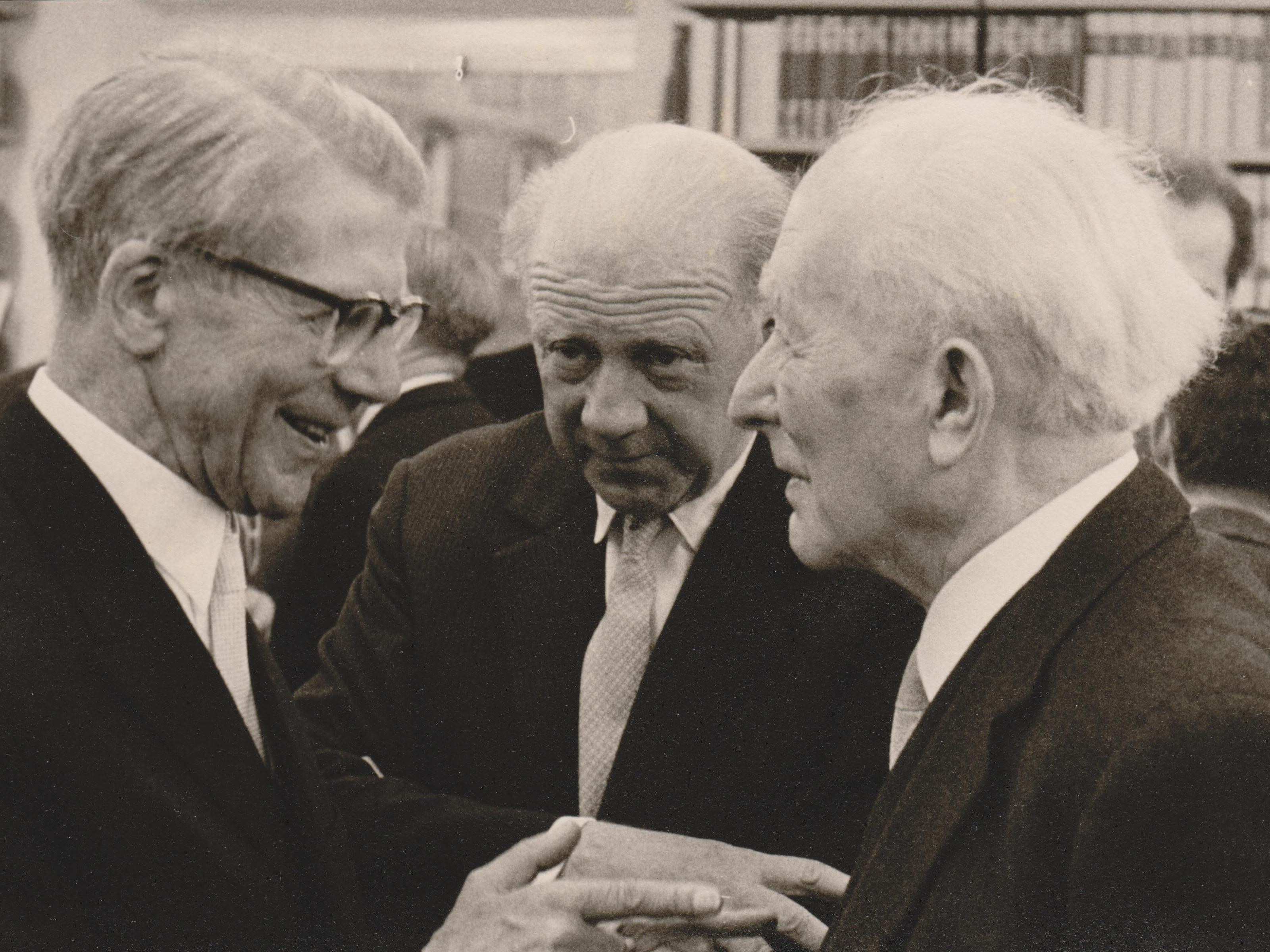
프리드리히 훈트, 베르너 하이젠베르크와 막스 보른 괴팅겐 1966년

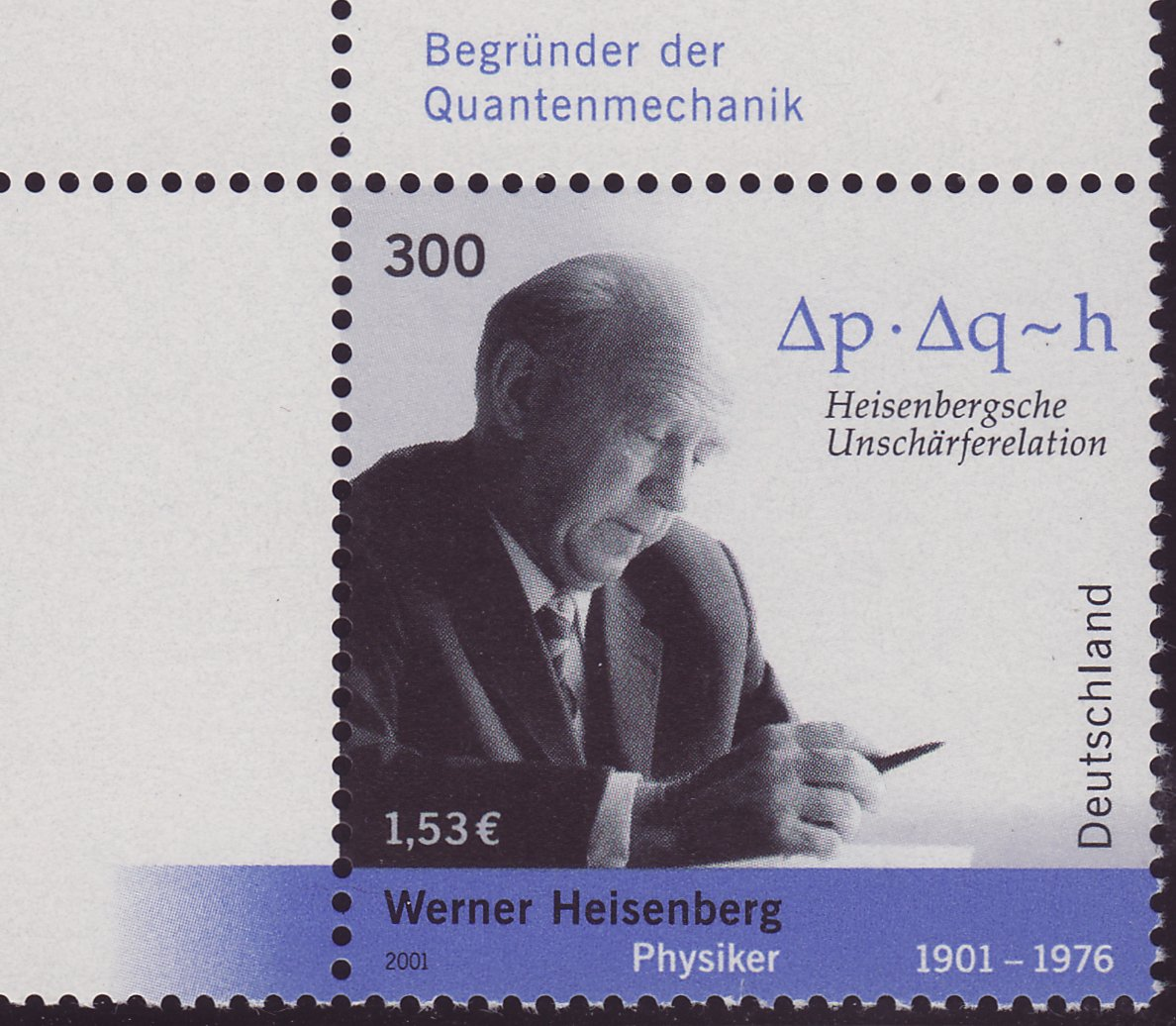
독일 우표 속의 하이젠베르크

하이젠베르크의 아들인 마르틴 하이젠베르크는 뷔르츠부르크 대학교의 신경생물학자가 되었으며 그의 아들인 요헨 하이젠베르크는 뉴햄프셔 대학교의 물리학 교수가 되었다.
60대 후반에 하이젠베르크는 대중 시장(mass market)을 위해 자서전을 썼다. 1969년에 이 책은 독일에서 출판되었고, 1971년 초에는 영어로 출판되었고, 그 후 몇 년 동안 다른 언어로 출판되었다. 하이젠베르크는 1966년 그의 공개 강의가 철학과 종교의 주제로 점차 바뀌면서 이 프로젝트를 시작했다. 하이젠베르크는 출판을 위해 히르젤 베를라그(Hirzel Verlag)와 존 와일리 & 선즈(John Wiley & Sons)에게 통일장 이론에 관한 교과서의 원고를 보냈다. 그가 출판사 중 한 사람에게 쓴 이 원고는 그의 자서전을 위한 준비 작업이었다. 그는 자서전을 구성하기를: 1) 정확한 과학의 목표, 2) 원자 물리학에서 언어의 문제, 3) 수학과 과학에서의 추상화, 4) 물질의 가분성 또는 칸트의 이율배반, 5) 기본 대칭 6) 과학과 종교 등으로 하였다.
하이젠베르크는 회고록을 일련의 대화 형식으로 썼고, 그의 생애를 망라했다. 이 책은 대중적인 성공을 거두었지만 과학사가들에게는 골칫거리로 여겨졌다. 서문에서 하이젠베르크는 역사적 사건을 더 간결하게 만들기 위해 요약했다고 썼다. 출판 당시 파울 포르만Paul Forman은 《과학(Science)》 저널에서 "이제 합리적으로 재구성된 대화 형식의 회고록이 있다. 그리고 갈릴레오가 잘 알고 있는 대화는 그 자체로 가장 교활한 문학적 장치이라서: 활기차고, 재미있고, 특히 의견을 암시하는 데 적합하면서도 그에 대한 책임은 회피한다." 과학 회고록은 거의 출판되지 않았지만 콘라트 로렌츠와 아돌프 포르트만Adolf Portmann은 광범위한 청중에게 학문을 전달하는 대중적인 책을 저술했다. 하이젠베르크는 자서전을 작성하여 뮌헨의 피페르 베르라그(Piper Verlag)에서 출판했다. 하이젠베르크는 처음에 《원자 물리학에 대한 대화(Gespräche im Umkreis der Atomphysik)》라는 제목을 제안했다. 자서전은 결국 《부분과 전체(Der Teil und das Ganze)》라는 제목으로 출판되었다. 1971년 영어 번역은 《물리학 및 그 너머 (Physics and Beyond): 만남과 대화 (Encounters and Conversations)》라는 제목으로 출판되었다.
하이젠베르크는 1976년 2월 1일 자택에서 신장암으로 사망했다. 다음날 저녁, 그의 동료와 친구들은 물리학 연구소에서 그의 집까지 추모하기 위해 뛰어가서 촛불을 켜고 그의 앞에 두었다. 하이젠베르크는 뮌헨 발트프리드호프(Waldfriedhof)에 묻혔다.
1980년 그의 아내인 엘리자베트 하이젠베르크는 《정치인의 정치 생활(De, Das politische Leben eines Unpolitischen)》을 출판했다. 그 책에서 그녀는 하이젠베르크를 "무엇보다도 자발적인 사람, 그 다음은 뛰어난 과학자, 그 다음은 매우 재능 있는 예술가, 그리고 네 번째로 의무감으로부터의 호모 폴리티쿠스(homo politicus)"로 묘사했다.

## 서훈과 수상
하이젠베르크는 많은 서훈을 받았다:
- 브뤼셀 대학교, 카를스루에 공과대학교 및 외트뵈시 로란드 대학교에서 명예박사학위
- 바이에른 공로 훈장
- 로마노 구아르디니 상[146]
- 스타와 함께 연방 서비스를 위한 대십자(Grand Cross for Federal Service with Star)
- 공로 기사단(Knight of the Order of Merit) (시민 계급)
- 1937년 미국철학학회 국제 회원,[164] 1955년 왕립학회 외국인회원(ForMemRS),[1] 1958년 미국 예술 과학 아카데미 국제 명예 회원으로 선출되었다.[165]
- 괴팅겐, 바이에른, 작센, 프로이센, 스웨덴, 루마니아, 노르웨이, 스페인, 네덜란드(1939),[166] 로마, 나투르포르셰르 레오폴디나 독일 아카데미(Deutsche Akademie der Naturforscher Leopoldina)(할레), 린체이 아카데미(로마) 및 미국 과학 아카데미의 회원[167]
- 1932년 - 노벨 물리학상 "양자역학의 창안, 그중에서도(inter alia), 이 응용을 통해 수소의 동소체 형태를 발견한 공로로"[50]
- 1933년 - 독일 물리학회(Deutsche Physikalische Gesellschaft)의 막스 플랑크 메달

## 핵물리학에 대한 연구 보고서
다음 보고서는 독일 우란베라인의 내부 간행물인 《핵물리학 연구보고서 (Kernphysikalische Forschungsberichte)》에 게재되었다. 보고서는 극비로 분류되었고 배포가 매우 제한적이었고 저자는 사본을 보관할 수 없었다. 보고서는 연합군 알소스 작전에 따라 압수되었고 평가를 위해 미국 원자력 위원회로 보내졌다. 1971년에 보고서는 기밀 해제되어 독일로 반환되었다. 그 보고서는 카를스루에 핵연구 센터와 미국 물리학 연구소에서 볼 수 있다.
- Werner Heisenberg Die Möglichkeit der technischer Energiegewinnung aus der Uranspaltung G-39 (1939년 12월 6일)
- Werner Heisenberg Bericht über die Möglichkeit technischer Energiegewinnung aus der Uranspaltung (II) G-40 (1940년 2월 29일)
- Robert Döpel, K. Döpel, and Werner Heisenberg Bestimmung der Diffusionslänge thermischer Neutronen in schwerem Wasser G-23 (1940년 8월 7일)
- Robert Döpel, Klara Döpel, and Werner Heisenberg Bestimmung der Diffusionslänge thermischer Neutronen in Präparat 38[170] G-22 (1940년 12월 5일)
- Robert Döpel, K. Döpel, and Werner Heisenberg Versuche mit Schichtenanordnungen von D2O und 38 G-75 (1941년 10월 28일)
- Werner Heisenberg Über die Möglichkeit der Energieerzeugung mit Hilfe des Isotops 238 G-92 (1941년)
- Werner Heisenberg Bericht über Versuche mit Schichtenanordnungen von Präparat 38 und Paraffin am Kaiser Wilhelm Institut für Physik in Berlin-Dahlem G-93 (1941년 5월)
- Fritz Bopp, Erich Fischer, Werner Heisenberg, Carl-Friedrich von Weizsäcker, and Karl Wirtz Untersuchungen mit neuen Schichtenanordnungen aus U-metall und Paraffin G-127 (1942년 3월)
- Robert Döpel Bericht über Unfälle beim Umgang mit Uranmetall G-135 (1942년 7월 9일)
- Werner Heisenberg Bemerkungen zu dem geplanten halbtechnischen Versuch mit 1,5 to D2O und 3 to 38-Metall G-161 (1942년 7월 31일)
- Werner Heisenberg, Fritz Bopp, Erich Fischer, Carl-Friedrich von Weizsäcker, and Karl Wirtz Messungen an Schichtenanordnungen aus 38-Metall und Paraffin G-162 (1942년 10월 30일)
- Robert Döpel, K. Döpel, and Werner Heisenberg Der experimentelle Nachweis der effektiven Neutronenvermehrung in einem Kugel-Schichten-System aus D2O und Uran-Metall G-136 (1942년 7월)
- Werner Heisenberg Die Energiegewinnung aus der Atomkernspaltung G-217 (1943년 5월 6일)
- Fritz Bopp, Walther Bothe, Erich Fischer, Erwin Fünfer, Werner Heisenberg, O. Ritter, and Karl Wirtz Bericht über einen Versuch mit 1.5 to D2O und U und 40 cm Kohlerückstreumantel (B7) G-300 (1945년 1월 3일)
- Robert Döpel, K. Döpel, and Werner Heisenberg Die Neutronenvermehrung in einem D2O-38-Metallschichtensystem G-373 (1942년 3월)

## 기타 연구 출판물
- Sommerfeld, A.; Heisenberg, W. (1922). "Eine Bemerkung über relativistische Röntgendubletts und Linienschärfe". Z. Phys. 10 (1): 393–398.
- Sommerfeld, A.; Heisenberg, W. (1922). "Die Intensität der Mehrfachlinien und ihrer Zeeman-Komponenten". Z. Phys. 11 (1): 131–154.
- Born, M.; Heisenberg, W. (1923). "Über Phasenbeziehungen bei den Bohrschen Modellen von Atomen und Molekeln". Z. Phys. 14 (1): 44–55.
- Born, M.; Heisenberg, W. (1923). "Die Elektronenbahnen im angeregten Heliumatom". Z. Phys. 16 (9): 229–243.
- Born, M.; Heisenberg, W. (1924). "Zur Quantentheorie der Molekeln". Annalen der Physik. 74 (4): 1–31.
- Born, M.; Heisenberg, W. (1924). "Über den Einfluss der Deformierbarkeit der Ionen auf optische und chemische Konstanten. I". Z. Phys. 23 (1): 388–410.
- — (1924). "Über Stabilität und Turbulenz von Flüssigkeitsströmmen (Diss.)". Annalen der Physik. 74 (4): 577–627.
- — (1924). "Über eine Abänderung der formalin Regeln der Quantentheorie beim Problem der anomalen Zeeman-Effekte". Z. Phys. 26 (1): 291–307.
- — (1925). "Über quantentheoretische Umdeutung kinematischer und mechanischer Beziehungen". Zeitschrift für Physik. 33 (1): 879–893. 1925년 7월 29일 발행되었다. [영어 번역: 판 데르 베르덴van der Waerden 1968, 12 "운동과 기계적 관계의 양자이론적 재해석"] 이것은 양자역학의 행렬 역학 공식을 시작한 유명한 3부작 중 첫 번째 논문이다.
- Born, M.; Jordan, P. (1925). "Zur Quantenmechanik". Zeitschrift für Physik. 34 (1): 858–888. 1925년 9월 27일 발행되었다. [영어 번역: 판 데르 베르덴 1968, "양자역학에 대하여"] 이것은 양자역학의 행렬역학 공식을 시작한 유명한 3부작 중 두 번째 논문이다.
- Born, M.; Heisenberg, W.; Jordan, P. (1926). "Zur Quantenmechanik II". Zeitschrift für Physik. 35 (8–9): 557–615. 1925년 11월 16일 발행되었다. [영어 번역: 판 데르 베르덴 1968, 15 "양자역학에 대하여 II"] 이것은 양자역학의 매트릭스 공식을 시작한 유명한 3부작 중 세 번째 논문이다.
- — (1927~1928). 독일어 논문 2편
- —; Pauli, W. (1929). "Zur Quantendynamik der Wellenfelder". Z. Phys. 56 (1): 1–61.
- —; Pauli, W. (1930). "Zur Quantentheorie der Wellenfelder. II". Z. Phys. 59 (3–4): 168–190.
- — (1932~1936). 독알어 논문 5편
- —; Euler, H. (1936). "Folgerungen aus der Diracschen Theorie des Positrons". Z. Phys. 98 (11–12): 714–732.
- — (1936~1948). 독일어 논문 10편
- —; von Laue, M. (1948). "Das Barlowsche Rad aus supraleitendem Material". Z. Phys. 124 (7–12): 514–518.
- — (1948). "Zur statistischen Theorie der Tubulenz". Z. Phys. 124 (7–12): 628–657.
- — (1948). "통계 및 등방성 난류 이론에 대하여(On the theory of statistical and isotropic turbulence)". Proceedings of the Royal Society A. 195 (1042): 402–406.
- — (1948). "Bemerkungen um Turbulenzproblem". Z. Naturforsch. 3a (8–11): 434–7.
- — (1949). "중간자 샤워의 형성(Production of mesons showers)". Nature. 164 (4158): 65–67.
- — (1936 ~ 1948). 독일어 논문 10편
- — (1955). "매우 높은 에너지 충돌에서 중간자 생성(The production of mesons in very high energy collisions)". Nuovo Cimento. 12 (Suppl): 96–103.
- — (1949). 독일어 논문 2편
- — (1950). "층류 흐름의 안정성에 대하여(On the stability of laminar flow)". Proc. International Congress Mathematicians. II: 292–296.
- — (1952). 독일어 논문 2편
- — (1975). "양자 이론의 역사에서 개념의 발전(Development of concepts in the history of quantum theory)". American Journal of Physics. 43 (5): 389–394. 이 글의 내용는 하이젠베르크가 하버드 대학교 강연에서 제시한 것이다.

## 출판 저서
- — (1949) [1930]. The Physical Principles of the Quantum Theory. Translators Eckart, Carl; Hoyt, F.C. Dover.
- — (1955). Das Naturbild der heutigen Physik. Rowohlts Enzyklopädie. 8. Rowohlt.
- — (1966). Philosophic Problems of Nuclear Science. Fawcett.
- — (1971). Physics and Beyond: Encounters and Conversations. Harper & Row
- —; Busche, Jürgen (1979). Quantentheorie und Philosophie: Vorlesungen und Aufsätze. Reclam.
- — (1979). Philosophical problems of quantum physics. Ox Bow.
- — (1983). Tradition in Science. Seabury Press.
- — (1988). Physik und Philosophie: Weltperspektiven. Ullstein Taschenbuchvlg.
- — (1989). Encounters with Einstein: And Other Essays on People, Places, and Particles. Princeton University Press.
- —; Northrop, Filmer (1999). Physics and Philosophy: The Revolution in Modern Science (Great Minds Series). Prometheus
- — (2002). Der Teil und das Ganze: Gespräche im Umkreis der Atomphysik. Piper; (2005). 《부분과 전체》 김용준 옮김. 지식산업사; (2016). 유영미 옮김. 서커스.
- — (1992). Rechenberg, Helmut (ed.). Deutsche und Jüdische Physik. Piper.
- — (2007). Physik und Philosophie: Weltperspektiven. Hirzel.
- — (2007). Physics and Philosophy: The Revolution in Modern Science. Harper Perennial Modern Classics (reprint ed.). HarperCollins. (full text of 1958 version); (2018). 《물리와 철학: 근대 과학의 혁명》 조호근 옮김. 서커스.

## 대중 문화에서
하이젠베르크의 성은 케이블 TV채널 AMC의 범죄 드라마 《브레이킹 배드》의 주인공인 월터 화이트Walter White가 고등학교 화학교사에서 메스 제조자와 마약왕으로 변신하는 동안 주요 가명으로 사용된다.
하이젠베르크는 실제 사건을 바탕으로 한 영화 《더 캐쳐 워즈 어 스파이》에서 스파이 모에 베르그의 암살 표적이었습니다.
하이젠베르크는 필립 K. 딕의 소설 《높은 성의 사나이》를 각색한 아마존 프라임(Amazon Prime) TV시리즈에서 액시스Axis가 사용한 원자폭탄을 만든 공로를 인정받는다. 이 우주에 있는 원자폭탄은 하이젠베르크 장치라고 불린다.
하이젠베르크는 게임 《레지던트 이블 빌리지》의 2차 적대자 칼 하이젠베르크과 동명이다. 하이젠베르크의 강자성에 대한 연구는 캐릭터의 자기 능력에 대한 영감으로 공헌했다.

## 같이 보기
- 베르너 하이젠베르크의 이름을 딴 것들의 목록 (List of things named after Werner Heisenberg)
- 독일 발명가 및 발견자들의 목록(German inventors and discoverers)
- 양자 이론의 물리적 원리(The Physical Principles of the Quantum Theory)

## 노트
1. 1 2  양자 물리학에 대한 하이젠베르크의 연구는 4반세기의 연구가 선행되었다.

### 참고 문헌
- Bernstein, Jeremy (2001). Hitler's Uranium Club: The Secret Recordings at Farm Hall. Copernicus.
- Bernstein, Jeremy (March 2004). "Heisenberg in Poland". Am. J. Phys. 72 (3): 300–304. • See also Gottstein, Klaus (2004). "Comment on 'Heisenberg in Poland' by Jeremy Bernstein [Am. J. Phys. 72 (3), 300–304 (2004)"] (PDF). LETTER TO THE EDITOR. Am. J. Phys. 72 (9): 1143–1145.
- Beyerchen, Alan D. (1977). Scientists Under Hitler: Politics and the Physics Community in the Third Reich. Yale.
- Carson, Cathryn (2010). Heisenberg in the Atomic Age: Science and the Public Sphere. Cambridge University Press.
- Cassidy, David C. (1992). Uncertainty: The Life and Science of Werner Heisenberg. Freeman.
- Cassidy, David C. (1992a). "Heisenberg, German Science, and the Third Reich". Social Research. 59 (3): 643–661.
- Cassidy, David C. (2009). Beyond Uncertainty: Heisenberg, Quantum Physics, and the Bomb. Bellevue Literary Press.
- Goudsmit, Samuel A. (1986). Alsos. Tomash Publishers.
- Heisenberg, W. (1927). "Über den anschaulichen Inhalt der quantentheoretischen Kinematik und Mechanik". Z. Phys. 43 (3–4): 172–198.
- Heisenberg, W. (1928). "Zur Theorie des Ferromagnetismus". Z. Phys. 49 (9–10): 619–636.
- Heisenberg, W.; Pauli, W. (1929). "Zur Quantendynamik der Wellenfelder". Z. Phys. 56 (1):
- Heisenberg, W.; Pauli, W. (1930). "Zur Quantentheorie der Wellenfelder. II". Z. Phys. 59 (3–4): 168–190.
- Heisenberg, W. (1932a). "Über den Bau der Atomkerne. I". Z. Phys. 77 (1–2): 1–11.
- Heisenberg, W. (1932b). "Über den Bau der Atomkerne. II". Z. Phys. 78 (3–4): 156–164.
- Heisenberg, W. (1933). "Über den Bau der Atomkerne. III". Z. Phys. 80 (9–10): 587–596.
- Heisenberg, W. (1934). "Bemerkungen zur Diracschen Theorie des Positrons". Zeitschrift für Physik. 90 (3–4): 209–231.
- Heisenberg, W. (1936a). "Über die 'Schauer' in der Kosmischen Strahlung". Forsch. Fortscher. 12: 341–342.
- Heisenberg, W. (1936b). "Zur Theorie der 'Schauer' in der Höhenstrahlung". Z. Phys. 101 (9–10): 533–540.
- Heisenberg, W.; Euler, H. (1936). "Folgerungen aus der Diracschen Theorie des Positrons". Z. Phys. 98 (11–12): 714–732.
- Hentschel, Klaus; Hentschel, Ann M., eds. (1996). Physics and National Socialism: An Anthology of Primary Sources. Birkhäuser.
- Macrakis, Kristie (1993). Surviving the Swastika: Scientific Research in Nazi Germany. Oxford University Press.
- Mott, N.; Peierls, R. (November 1977). "Werner Heisenberg". Biographical Memoirs of Fellows of the Royal Society. 23: 213–251.
- Powers, Thomas (1993). Heisenberg's War: The Secret History of the German Bomb. Knopf. van der Waerden, B.L., ed. (1968). Sources of Quantum Mechanics. Dover.
- Walker, Mark (1993). German National Socialism and the Quest for Nuclear Power 1939–1949. Cambridge.

### 추가 링크
- (영어) 노벨 재단 전기
- O’Connor, John J.; Robertson, Edmund F. (2003년 10월). “베르너 하이젠베르크”. 《MacTutor History of Mathematics Archive》 (영어). 세인트앤드루스 대학교.
- “베르너 하이젠베르크”. 《수학 계보 프로젝트》 (영어). 미국 수학회.